# ستيفن سانت جون
ستيفن سانت جون (بالإنجليزية: Stephen St. John)‏ هو سياسي أمريكي، ولد في 1735، وتوفي في 9 مايو 1785 في نوروولك في الولايات المتحدة. انتخب عضو مجلس نواب كونيتيكت.